# Donkey Kong Country 2: Diddy’s Kong Quest
Donkey Kong Country 2: Diddy’s Kong Quest — аркада-платформер, разработанная для SNES фирмой Rareware и выпущенная Nintendo. Релиз состоялся 14 декабря 1995 года.
Игра является продолжением Donkey Kong Country, также выпущенным для SNES в 1995 году. Значительно отличаясь от первой части серии, Donkey Kong Country 2 был отмечен за великолепную графику и предъявлял более высокие требования к способностям игрока по сравнению с предыдущей игрой. Diddy’s Kong Quest разошёлся тиражом более четырёх миллионов копий, став второй по продажам игрой для SNES в 1995 году и шестой за всё время существования этой игровой консоли.
В 2004 году игра была переиздана для портативной системы Game Boy Advance. В 2007 году игра была перевыпущена на Wii Virtual Console, а в 2015 году — на Wii U Virtual Console. В 1996 году вышло продолжение Donkey Kong Country 3: Dixie Kong’s Double Trouble!

## Игровой процесс
Donkey Kong Country 2: Diddy’s Kong Quest — двухмерный сайд-скроллинговый платформер, в котором игрок управляет либо Дидди Конгом, либо его подругой детства Дикси Конг, преодолевая 52 различных уровня в восьми различных мирах. Главная цель игры — спасти Донки Конга от Кинга К. Рула. В игре представлено большое количество врагов, среди которых наземные рептилии Кремлинги, крысы, дикобразы, пчёлы и стервятники. Враги в подводных секциях включают иглобрюхов, скатов и пираний. Кульминацией каждого мира является схватка с боссом, которого необходимо победить, чтобы перейти в следующий мир. Как и в первой игре, Donkey Kong Country, персонажи могут нейтрализовать большинство врагов, прыгнув им на голову, перекатившись через них или бросив в них бочку. При получении удара от врага активный персонаж покидает экран, и управление переключается на другого персонажа. Игрок может вернуть своего напарника из помеченных инициалами «DK» бочек на протяжении всей игры. Если оба персонажа погибнут, игрок потеряет жизнь и начнёт игру заново либо с начала уровня, либо с последней контрольной точки, которая находится в бочке со звездой. Если игрок потеряет все свои жизни, игра закончится.
Дидди и Дикси обладают уникальными качествами: Дидди более проворный и бегает быстрее, в то время как Дикси прыгает выше и может парить. Игрок может поднимать другого персонажа и бросать его в любом направлении, подобно бочкам. В игре также есть «друзья-животные» (англ. animal friend), которые вернулись из предыдущей части. Среди доступных в игре животных — паук Свиттер, носорог Рамби, гремучая змея Раттли, меч-рыба Энгарде и попугай Сквокс. Эти животные обладают уникальными способностями, такими как способность Рамби бросаться на врагов, умение Сквокса летать и способность Раттли прыгать на огромную высоту.
В игре на некоторых уровнях присутствуют атмосферные эффекты, такие как туман, дождь и гроза. На части уровней представлены различные механики и декорации, такие как подводные участки, езда на вагонетке по шахте, цепляние за лианы и раскачивание на них. Присутствуют уровни с пчелиными ульями, на которых можно перемещаться по липким поверхностям, покрытым мёдом. Как и в первой игре серии, в Diddy’s Kong Quest присутствуют бочки, которые бросают игрока в различных направлениях. Помимо бочек с контрольными точками, некоторые из них дают игроку временную неуязвимость или «друга-животное». Бонусные бочки, спрятанные по всей игре, переносят игрока в бонусную мини-игру, в которой ставится задача, например, уничтожить всех врагов, чтобы заработать монету под названием «кремкоин». Кроме того, некоторые бочки могут быть активированы только определённым персонажем. Игроки могут заработать дополнительные жизни, собирая шарики, заработав 100 бананов или собрав четыре буквы, на которых написано «KONG».
Игрок может получить максимальный результат в 102 %, пройдя все уровни и боссов, выполнив все бонусные задания, собрав все монеты DK в Затерянном мире и посетив каждого из четырёх членов семьи Конг хотя бы один раз.
В этой игре происходит первое появление Дикси Конг во франшизе Donkey Kong. Среди других персонажей присутствует Крэнки Конг, проживающий в «Музее обезьян», который вернулся по «многочисленным просьбам» игроков, чтобы раскрыть секреты игрового мира и обеспечить юмористическую разрядку, а также давать советы. Также в игре впервые появляется Ринкли Конг (англ. Wrinkly Kong), жена Крэнки Конга и бабушка Донки Конга. Она управляет образовательным учреждением под названием «Kong Kollege», где даёт наставления игроку. Сванки Конг проводит игровые викторины, в которых игрок может проходить конкурсы и зарабатывать дополнительные жизни. Фанки Конг предлагает аэроплан, который позволяет игрокам переключаться между уже завершёнными мирами. Кроме того, в «Киоске Клуббы» игрок может встретить большого кремлинга по имени Клубба, который требует от персонажей пятнадцать кремкоинов, если те хотят пройти в «Затерянный мир» и завершить секретный уровень. При этом, в переиздании для GBA «Киоск Клуббы» изменился и к нему добавилась мини-игра с видом сверху.

## Сюжет
Донки Конг отдыхает на пляже после событий Donkey Kong Country, но попадает в засаду Кремлингов. Его похищают и приводят к Капитану К. Рулу, который требует у Конгов выкуп в виде бананового клада, который он безуспешно пытался украсть в предыдущей игре. Вместо того чтобы подчиниться, Дидди Конг и его подруга Дикси решают отправиться на Крокодиловый остров, родной остров Кремлингов, чтобы спасти Донки Конга. Вместе они путешествуют по Крокодиловому острову, чтобы найти и победить Капитана К. Рула. Дидди и Дикси в конце концов сражаются с К. Рулом и побеждают его, освобождая при этом Донки Конга. Однако К. Рулу удаётся сбежать, и вскоре после этого Дидди и Дикси сталкиваются с ним в Затерянном мире — секретной зоне, образованной гейзером в самом сердце Крокодилового острова. Они снова побеждают К. Рула, который сбрасывается в гейзер, в результате чего он забивается и взрывается. В результате взрыва весь Крокодилий остров тонет, а Конги наблюдают, как К. Рул спасается на маленькой парусной лодке.

## Разработка
Разработка Diddy’s Kong Quest началась вскоре после выхода Donkey Kong Country, но ещё до её коммерческого успеха; сотрудники Rare хотели представить новые концепции игрового процесса. Основатель Rare Тим Стэмпер выступил в качестве координатора разработки игры, а его коллега Брендан Ганн, работавший над оригиналом, вернулся к работе над игровым дизайном. В ответ на жалобы геймеров-ветеранов было решено сделать игру более сложной, чем её предшественницу. Было рассмотрено несколько вариантов рабочих названий, включая DK Rescue!, Diddy’s Day Out, Diddy’s Wild Country и Diddy’s Wild Frontier. В итоге было выбрано название Diddy Kong’s Quest, но оно было немного изменено на Diddy’s Kong Quest, чтобы обыграть слово «conquest» (с англ. — «завоевание»). Игра была переиздана в 2004 году для игровой системы Game Boy Advance, а также одно время разрабатывалась версия для Virtual Boy, но так и не была выпущена.
Анонс игры состоялся на Electronic Entertainment Expo 1995.
Diddy’s Kong Quest, как и её предшественница, использует технологии рендеринга Silicon Graphics (SGI) и Advanced Computer Modelling (ACM), при которых предварительно изготовленные трёхмерные объекты преобразуются в двухмерные спрайты и фоновые слои. На пиратскую тематику сюжета и оформления уровней игры повлияло увлечение дизайнера Грегга Мэйлза Золотым веком пиратства. Команда попыталась сохранить ощущение стремительности из предыдущей игры. Чтобы избежать полного повторения предыдущей игры, Мэйлз изменил игровой процесс, сделав его менее линейным и способствующим исследованию уровней.
Чтобы удивить игроков, команда решила сделать главным героем Дидди Конга, а не Донки Конга. По словам Мэйлса, он решился обойтись без знакового персонажа серии, потому что молодость команды (самому Мэйлсу во время разработки было 23 года) позволила им пренебречь рисками. Команда сохранила игровую механику управления двумя персонажами, что привело к созданию Дикси Конг. В то время как Донки и Дидди Конг управлялись одинаково, команда решила создать персонажа с совершенно разными способностями, чтобы заставить игрока регулярно переключаться между персонажами. Чтобы добиться такого различия, команда наделила Дикси способностью парить и постепенно планировать. Дикси была смоделирована и анимирована Стивом Мэйлзом. По словам Грегга, решение о введении женского персонажа было принято до создания её косички, и ни механизм парения, ни намерение увеличить количество женских персонажей в видеоиграх не повлияли на этот выбор. Изначально косичка была придумана для создания визуального эффекта шлейфа во время бега Дикси, и Грегг, увидев этот эффект в действии, решил добавить косичке игровую механику. Тогда была создана концепция плавного падения Дикси с использованием её косички в качестве вертолётной лопасти. Из-за трудоёмкости процесса моделирования в качестве основы для Дикси была использована модель Дидди; затем к ней была добавлена косичка, изменена одежда, а черты лица стали более женственными.
Для Дикси рассматривались почти пятьдесят имён, включая Дидене, Ди, Дейзи, Дэнди, Долли, Диззи, Дэнни, Диппи и Даки. Команда сначала остановила свой выбор на Диддине, но в итоге выбрала Дикси. В создании персонажей, как и с предыдущей игрой, принимал участие Сигэру Миямото. Миямото предложил различные мотивы для украшения берета Дикси, в том числе банан, сердце и логотип, в частности, вдохновлённый логотипом музыкальной группы ABBA. Компания Rare взяла идею логотипа на вооружение и поместила маленькую версию собственного логотипа на берёт Дикси в ранних рекламных материалах. Дикси была включена в игру за счёт невесты Донки Конга — Кэнди Конг, которая была исключена из списка персонажей игры из-за опасений Nintendo по поводу её сексуально вызывающей внешности. Из-за проблем с размером спрайтов, было решено сделать так, чтобы Дидди и Дикси превращались в животных, а не катались на них; кроме того, Грегг отметил, что если два персонажа будут держаться за попугая, это значительно снизит его манёвренность.

## Оценки и критика
| Сводный рейтинг       | Сводный рейтинг | Сводный рейтинг | Сводный рейтинг |
| Издание               | Оценка          | Оценка          | Оценка          |
| Издание               | GBA             | SNES            | Wii             |
| --------------------- | --------------- | --------------- | --------------- |
| GameRankings          | 81,14 %         | 89,81 %         | 81 %            |
| Metacritic            | 80 %            | N/A             | N/A             |
| Иноязычные издания    |                 |                 |                 |
| Издание               | Оценка          | Оценка          | Оценка          |
| Издание               | GBA             | SNES            | Wii             |
| AllGame               | N/A             | [ 29 ]          | N/A             |
| Русскоязычные издания |                 |                 |                 |
| Издание               | Оценка          | Оценка          | Оценка          |
| Издание               | GBA             | SNES            | Wii             |
| «Страна игр»          | 8,5 из 10       | N/A             | N/A             |
| «Магазин игрушек»     | N/A             | 150 %           | N/A             |

После выхода игры розничная торговля с трудом удовлетворяла спрос на неё. Diddy’s Kong Quest продалась общим тиражом 4,37 миллиона копий в США и Японии на SNES; общее количество проданных копий в Японии составило 2,21 миллиона, а в США — 2,16 миллиона. Это была вторая самая продаваемая игра 1995 года, после Yoshi’s Island, и шестая самая продаваемая игра на SNES.
Игра получила высокое признание критиков. Версия для SNES имеет суммарную оценку 92 % на GameRankings, а переиздание для Virtual Console и версия для Game Boy Advance имеют оценку 80 % на GameRankings и Metacritic соответственно.
Графика и игровой процесс были самыми высоко оценёнными аспектами игры. Scary Larry из GamePro отметил, что игра длиннее, графически впечатляюще и веселее, чем оригинальная Donkey Kong Country, и имеет «некоторые из самых остроумно оформленных уровней, которые когда-либо появлялись на домашней системе». Он поставил игре 5/5 по всем четырём категориям (графика, звук, управление и «фактор веселья») и отметил, что некоторые уровни слишком сложны для молодых игроков. Аарон Косидар из AllGame посчитал, что графика Diddy’s Kong Quest превосходит графику её предшественницы, заявив, что игра «выглядит так же круто, как и играется».